# 笛吹きらめきテレビ
笛吹きらめきテレビ（ふえふききらめきテレビ）は、かつて山梨県笛吹市（旧一宮町、旧御坂町、旧芦川町、旧八代町の一部）において指定管理者制度で運営されていたケーブルテレビ局である。

## 概要
前身のいちのみやふれあいテレビは元々地域の受信組合が源流で、その後、旧一宮町の町営ケーブルテレビとなる。
この、いちのみやふれあいテレビが母体となり、市町村合併にあわせ旧御坂町が運営していた御坂CATVと統合、笛吹市が運営する笛吹きらめきテレビが誕生した。
こうした経緯から、電線についているタブが一宮町内は「IFT」（Ichinomiya Fureai TV）、御坂町内は「FKT」（Fuefuki Kirameki TV）もしくは「御坂CATV」と書かれてあり、施設統合後の名称の統一性が必ずしも図られてはいなかった。
2006年4月より指定管理者制度が導入され、笛吹きらめきテレビ株式会社が5年間の契約で管理運営を任されていた。
指定管理期間満了後の2014年2月、笛吹市の別の地区でサービスを展開している日本ネットワークサービス（NNS）に統合された。それに伴い、公式ホームページも2014年3月末をもって閉鎖。

## 所在地
- 山梨県笛吹市一宮町末木807-6　笛吹市役所一宮支所３階

## サービスエリア
- 山梨県笛吹市一宮町
- 山梨県笛吹市御坂町(CATVインターネットはNNS提供により黒駒地区のみ。)
- 山梨県笛吹市芦川町(CATVインターネットはNNS提供。)
- 山梨県笛吹市八代町奈良原区

注)自社ではCATVインターネットを提供していないが芦川町、御坂町黒駒地区ではインターネットサービスを行っている。（NNS提供による。）これは芦川町がブロードバンドゼロ地域だった事による。

## 主な放送チャンネル

### 地上波系列別再送信局
| NHK-G   | NHK-E   | NTV      | ANN        | JNN        | TXN        | FNS        | JAITS |
| ------- | ------- | -------- | ---------- | ---------- | ---------- | ---------- | ----- |
| NHK甲府 | NHK甲府 | 山梨放送 | テレビ朝日 | テレビ山梨 | テレビ東京 | フジテレビ | tvk   |

### テレビ局
｢テレビ局｣も参照
| リモコン番号 | デジタル | 放送局       | 物理チャンネル |
| ------------ | -------- | ------------ | -------------- |
| 1            | TV011    | NHK甲府総合  | C41ch          |
| 2            | TV021    | NHK甲府Eテレ | C42ch          |
| 3            | TV031    | tvk          | C47ch          |
| 4            | TV041    | 山梨放送     | C43ch          |
| 5            | TV051    | テレビ朝日   | C46ch          |
| 6            | TV061    | テレビ山梨   | C44ch          |
| 7            | TV071    | テレビ東京   | C48ch          |
| 8            | TV081    | フジテレビ   | C45ch          |
| 11           | TV111    | 自主放送     | C33ch          |
|              | TV112    | 農業気象情報 | C33ch          |

- 日本テレビ放送網・TBSテレビはそれぞれ山梨県に系列局があるため再送信の対象となっていない
- 地上デジタル放送のチバテレ、テレ玉、TOKYO MXについては、自営アンテナで受信できないため保留中。
- ANIMAXの再送信（アナログ）は2010年9月31日[要検証 – ノート]をもって終了した。
- NNS9ch自主放送（アナログ）は2011年3月31日をもって終了した。
- アナログ放送は2011年7月24日に全て終了。デジアナ変換は行っていない。
- BSデジタル/CS有料放送の再送信（要STB）は開始されている。月額利用料はレンタル料込みで1990円。詳しくは笛吹きらめきテレビ広報誌を参照のこと。
- テレビ東京の再送信は2011年5月9日から2014年7月24日までの限定とする激変緩和措置。
- 物理チャンネルが同一のため、自主放送HD編成時は農業気象情報は休止となる。
- 周波数変換パススルー方式を採用しているため、対応していない受信機では受信できない。

### ラジオ局
｢ラジオ局｣も参照
| MHz  | 放送局    |
| ---- | --------- |
| 80.0 | TOKYO FM  |
| 83.0 | FM富士    |
| 85.6 | NHK甲府FM |

## その他
- 緊急地震速報の送信も行っている。こちらは受信機レンタル料込みで840円から。
- CATVインターネットは全地域で提供していない。御坂町黒駒地区、芦川町ではNNSによる提供。[2]